# Convent de Santa Teresa (Palma)
El convent de Santa Teresa o convent de les Tereses és un convent de Palma de l'orde de les carmelitanes descalces. Es troba entre la Rambla i els carrers dels Horts i de les Tereses.

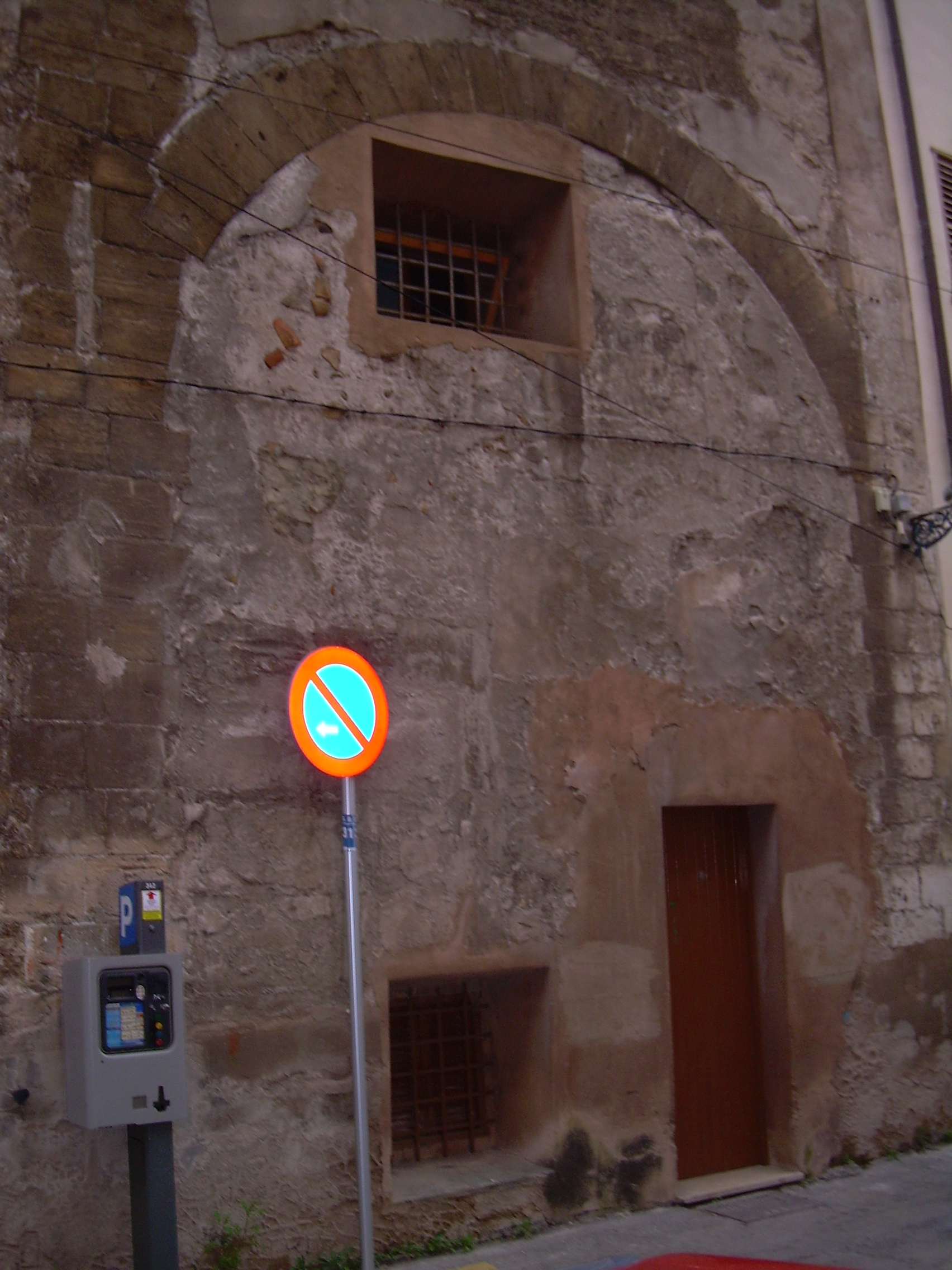
Convent de Santa Teresa, antiga porta al carrer dels mercaders de la ciutat islàmica

Leonor Ortiz va fundar el convent el 1613 a casa seva i, també, cedí l'hort de vora la rambla. El 1616 es varen iniciar les obres del convent i el 1648, les obres de l'actual església.
L'església és dedicada a Santa Teresa de Jesús. L'església té planta de creu llatina i presbiteri quadrangular. La coberta és de canó. El creuer té forma de cúpula sobre petxines i vuit segments, i està coronada per un llanternó central. El retaule major data del 1700, i és obra de Mateu Joan. Les tribunes tenen finestres quadrangulars amb gelosies. La façana s'aixeca en un petit pati que està dividit per una línia d'imposta i dues torres hexagonals sobre les arestes superiors. El portal té dos estípits amb una decoració geomètrica, de tradició manierista i un entaulament coronat per Santa Teresa.
El convent posseeix un claustre de plata rectangular amb arcs rebaixats i una sala capitular, coberta amb volta de creueria.